# Huanta (tỉnh)
Tỉnh Huanta (tiếng Tây Ban Nha: Provincia de Huanta) là một tỉnh thuộc vùng Ayacucho của Peru. Tỉnh Huanta có diện tích 3879 km², dân số thời điểm theo điều tra dân số ngày 11 tháng 7 năm 1993 là 64503 người. Tỉnh lỵ đóng ở Huanta.